# Mamoutou Coulibaly
Mamoutou Coulibaly (Bamako, 23 febbraio 1984) è un ex calciatore maliano, di ruolo difensore.

## Carriera

### Nazionale
Ha partecipato ai Mondiali Under-20 del 2003. Successivamente, tra il 2005 ed il 2006, ha invece giocato due partite in nazionale maggiore.